# Lukas Lerager
Lukas Reiff Lerager (født 12. juli 1993) er en dansk fodboldspiller, der spiller for den danske superligaklub F.C. København. Han har tidligere spillet for AB, Viborg FF, Zulte Waregem, Bordeaux og italienske Genoa C.F.C..

## Baggrund
Lerager voksede op i Søborg og Buddinge i Gladsaxe Kommune.

## Klubkarriere
Leragers far tog Lerager med til fodbold i Brønshøj Boldklub som to-tre-årig, og som fireårig startede han i Akademisk Boldklub.

### Viborg FF
Han blev i juni 2013 solgt fra Akademisk Boldklub til Viborg FF, for hvad der i medierne er blevet betegnet som "småpenge". To uger efter sin 20-års fødselsdag debuterede han i Superligaen for Viborg FF. Således startede han den 26. juli 2013 inde og spillede de første 73 minutter i en 1-1-kamp mod FC Nordsjælland, inden han blev erstattet af Ousmane Sarr.
I Leragers første sæson i Viborg fik han meget spilletid og var i startopstillingen i flere af sæsonens første kampe. I den femte kamp for klubben, i august 2013 på hjemmebane mod Esbjerg fB, måtte han udgå med et træthedsbrud i den ene fod. Efter en operation mente lægerne, at han skulle holde en pause i 2-3 måneder.
Viborg FF rykkede sidenhen ned i 1. division. Det var med til at bremse Leragers planer og ambitioner om, at skiftet til midtjyderne "skulle give ham mulighed for at tage skridtet op på et højere niveau og sende ham på udlandseventyr". Sidenhen blev Johnny Mølby ansat som cheftræner, hvilket ifølge Lerager gjorde, at "det [tog] lidt mere fart". Samtidigt blev han ikke længere præget af skader i samme grad som tidligere. Allerede i oktober 2015 var Zulte Waregem begyndt at kigge på Lerager, og i vintertransfervinduet bød de på ham. Viborg ville dog ikke sælge, da klubbens ambition var at rykke op i Superligaen. Lerager bankede herefter hver måned på sportsdirektørens dør for at høre, om han kunne blive solgt. Den sidste sæson, 2015-16-sæsonen, i Viborg F.F. kulminerede med, at han blev kåret som Årets spiller.

### Zulte Waregem
Den 1. juni 2016 blev Lerager solgt til Zulte Waregem i Belgien. Han skrev under på en treårig aftale, således parterne havde papir på hinanden frem til sommeren 2019, og i aftalen var der indarbejdet en option på en etårig forlængelse. Det blev forventet, at handlen ville indbringe tre millioner kr. til Viborg FF.
Han fik debut for klubben i den første ligakamp mod K.A.S. Eupen den 30. juli 2016, da han blev skiftet ind i pausen som erstatning for Sebastiaan Brebels. Han blev herefter en fast del af startopstillingen i klubben, og i 2016-17-sæsonen spillede han i alt 39 ligakampe og scorede 6 mål for Zulte Waregem. Han var blot fraværende i en enkelt ligakamp som følge af en karantæne grundet for mange advarsler. Han var ifølge TV 2 medvirkende til, at klubben toppede den belgiske liga i længere perioder.
De gode præstationer i den belgiske klub resulterede i, at den daværende danske landstræner Åge Hareide udtog Lerager til A-landsholdet for første gang i sin karriere. Der var allerede interesse fra fransk fodbold i vintertransfervinduet i slutningen af 2016 og starten af 2017. Det samme, som gjorde sin gældende i Viborg, skete dog også i Zulte Waregem: klubben var ikke interesserede i at sælge ham. Presset blev dog sidenhen for stort, og han blev derfor efter blot et år i den belgiske klub solgt videre.

### Bordeaux
Den 12. juni 2017 blev Lerager præsenteret som ny spiller i franske Bordeaux. Handlen havde en værdi af 26 millioner danske kroner.

### Genoa
I slutningen af januar 2019 blev han lejet ud til Genoa C.F.C.
Aftalen blev samme sommer gjort permanent.

### F.C. København
Den 1. februar 2021 blev det offentliggjort, at Genoa havde indgået lejeaftale med købsoption med F.C. København. Købsoptionen blev udnyttet i maj 2022, og Lerager indgik kontrakt med FCK til udgangen af 2025.
I oktober 2023 fik Lerager rekorden for det hurtigst scorede superligamål for F.C. København, da han 16 sekunder inde i en superligakamp mod Hvidovre IF scorede til 1-0.
Han blev FCK's topscorer i gruppespillet til UEFA Champions League 2023, da han scorede et mål mod hver af modstanderne, Galatasaray, FC Bayern München og Manchester United. 

## Landsholdskarriere
Efter en succesrig sæson i Zulte Waregem i 2016/17 blev Lukas udtaget til landsholdets venskabskamp mod Tyskland den 6. juni 2017. Kampen endte 1-1, og Lukas blev indskiftet efter 65 minutter. Lerager scorede sit første landskampsmål i en venskabskamp mod Østrig 16. oktober 2018.
Tidligere har han også repræsenteret forskellige danske ungdomslandshold, inklusiv U/21-landsholdet.